# Ширяев, Александр Евстафьевич
Алекса́ндр Евста́фьевич Ширя́ев (9 (21) августа 1882 — 17 декабря 1942, Кисловодск) — русский и советский инженер, краевед и политический деятель.

## Биография
Александр Евстафьевич Ширяев родился 9 августа 1882 года в посёлке Бикбардинского завода Осинского уезда Пермской губернии (сейчас — село Бикбарда Куединского района Пермского края) в семье служащего. В 1894—1900 годах учился в уездном и техническом железнодорожном училищах, после чего работал в дорожном отделе Пермского губернского земства в качестве техника.
Весной 1903 года сдал экзамен за гимназический курс в Тобольске и осенью поступил в Томский технологический институт, который, из-за студенческих забастовок периода первой русской революции, окончил 1910 году. После окончания института работал в управлении Сибирской железной дороги.
В 1911 году поступил на службу в Пермскую городскую управу в качестве 2-го городского архитектора. Затем, приняв должность городского инженера, начал активно заниматься разработкой важных для города проектов — постройкой 1-й очереди канализации, расширением водопроводной сети, созданием трамвайной линии в Мотовилиху. Летом 1911 года был послан в командировку в ряд городов России, имеющих канализацию, — Казань, Нижний Новгород, Москва, Киев, Саратов и Самара.
Весной 1912 года избран в действительные члены Пермского отделения Русского технического общества (РТО). С 1914 года — редактор журнала Пермского отделения РТО и активно печатался в нём, издал ряд брошюр. На общественных началах участвовал в работе Пермского научно-промышленного музея и общества «Народный дом».
В годы Первой мировой войны (с 1915 года) возглавлял Пермский военно-промышленный комитет (ВПК), занимавшийся переводом экономики губернии на военные рельсы. С 1916 года, наряду с членством в ревизионной комиссии Пермского общества потребителей «Объединение», преподавал по совместительству черчение и рисование в горнозаводском отделении Пермского Алексеевского реального училища. Накануне Февральской революции 1917 года был уволен с должности городского инженера и отстранён от работы в Пермском ВПК за антиправительственную деятельность.
После Февральской революции входил в состав Комитета общественной безопасности, созданного 5 марта на заседании совета общественных организаций Перми. 23 марта избран временным комиссаром Пермской губернии. Утверждён в этой должности Временным правительством 31 марта и занимал её до июня 1917 года. Вступил в партию эсеров, считая, что эта партия «может лучше обеспечить осуществление социалистического преобразования страны». В апреле 1917 года возвратился к городской хозяйственной деятельности, 20 мая был избран на должность городского головы. Осенью 1917 года был избран гласным Пермской городской думы.
После октябрьских событий 1917 года жил в различных городах Урала и Сибири. Вернулся в занятую белыми войсками Пермь в январе 1919 года и вновь занял пост городского головы. С наступлением красных покинул город и обосновался в Томске. 15 мая 1920 года был арестован местными органами ВЧК, 20 августа оказался в Перми и до октября находился под стражей. Суд установил, что Ширяев в 1919 году был эвакуирован военными властями принудительно, и к 1 октября 1920 года он был освобождён. В конце 1920 года он возглавил Управление водопровода и канализации. В 1923—1927 годах совмещал руководство «Водоканалтреста» с преподаванием в университете.
В 1925 году опубликовал работу, в которой обосновал необходимость расширения сети водопровода города Перми. Использовавшихся к тому времени для водоснабжения источников из бассейнов рек Светлой и Егошихи, по его расчётам, хватало лишь на 100—150 тысяч человек при норме потребления 20—30 литров в сутки на человека. Ширяев предлагал вернуться к обсуждавшейся ранее идее об организации водоснабжения из реки Камы. Строительство Большого камского водопровода началось в 1931 году.
С 1925 года — заместитель председателя редакционной комиссии Пермского общества краеведения. Был одним из авторов сборника очерков и справочных данных «Город Пермь» (1926 год), содержащего сведения о развитии города в первые десятилетия XX века. Опубликовал ряд брошюр о санитарно-гигиеническом состоянии городского хозяйства, заложив этим основы современной экологии города.
С 1928 года работал консультантом в органах планирования, активно участвуя в составлении пятилетнего плана развития города Перми и Пермского округа. Обосновал необходимость строительства Камского целлюлозно-бумажного комбината. С его именем связывают заслуги в строительстве судозавода «Кама», инициативы по созданию в Перми завода по переработке торфа и деревоотделочного комбината, решение вопросов по организации Пермского территориального промышленного района, предложения по образованию особого Камского управления речным пароходством, Управления лесами Камского бассейна «Уралзападлес» и созданию Камского сплавного треста.
15 января 1933 года был арестован по делу контрреволюционной антисоветской группировки — она якобы вела агитацию против социалистического переустройства сельского хозяйства и прежде всего коллективизации, а также по вопросам продовольственных, товарных и других затруднений в жизни общества. По делу проходило 15 человек, из них двое были осуждены на 2 года, в том числе Ширяев, который признал себя виновным (ему в вину ставилось также то, что в своё время он подписал приветствие адмиралу А. В. Колчаку). Отбывал наказание в Вишерлаге.
С середины 1930-х годов работал в Пятигорске, занимался проектами очистных сооружений и канализации Кавказских Минеральных Вод.
В Пермском аграрно-технологическом университете сохранились письма Ширяева, отправленные в июне — июле 1942 года из Кисловодска в Молотов профессору А. А. Хребтову. Ширяев хотел узнать о возможности поступления своей дочери в Молотовский сельскохозяйственный институт (в Молотове проживала его мать), а также сообщал о своей семье и о себе, что работает инженером по проектированию, но в апреле 1942 года заболел и планирует выйти на работу к 1 августа.
Александр Евстафьевич Ширяев умер 17 декабря 1942 года в Кисловодске от туберкулёза лёгких.

## Семья
- Отец: Евстафий Павлович Ширяев (из Мотовилихинского завода)
- Мать: Евдокия Егоровна Ширяева[3]
- Жена: Александра Александровна Ширяева (Цыкарева) (брак 6 ноября 1911)[13]
  - Дети: Сергей, Дмитрий, Елена[8]